# Kang Sehwang
Kang Sehwang (강세황, 姜世晃) était un lettré et peintre coréen, un calligraphe et un poète (calendrier lunaire : 21 mai 1713 - 23 janvier 1791). C’était aussi un amateur d’arts et un des critiques les plus influents. Son nom d’artiste était Pyoam (표암, 豹菴), son nom de courtoisie Gwangji (광지, 光之). Il est issu de la famille des Kang de Jinju. Il est né à Séoul dans une famille de lettrés. En 1744, il s’installe à Ansan où il reste pendant près de 30 ans. C’est dans cette ville qu’il forme le jeune Danwon au métier de peintre. C’est seulement en 1774 qu’il entre au service de l’administration ce qui le fait retourner à Séoul où il reste jusqu’à sa mort. Il a été envoyé à Pékin en 1784 où son œuvre fut grandement appréciée.

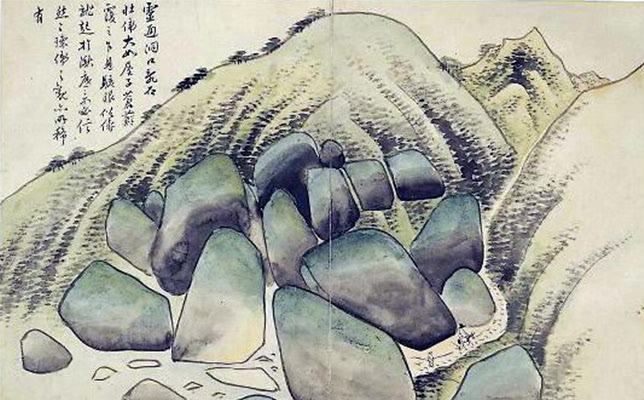
Paysage. Kang Sehwang, encre sur papier, 53,4×32,8 cm. Musée national de Corée

Kang Sehwang est l'un des "Songdo".